# Japanse zalm
De Japanse zalm of masouzalm (Oncorhynchus masou) is een pacifische zalm en komt voor in de stromen en kustwateren van Japan, Korea en Sachalin en op het Russische vasteland aan de westkust van de Tatarensont en de westkust van Kamtsjatka. Er bestaat een zoetwatervorm en een anadrome vorm.

## Beschrijving
Op zee zijn de Japanse zalmen zilverkleurig met een donkerblauwe rug, zilveren flanken en een witte buik.
In zoetwater heeft hij een olijfbruine rug, grijze flanken en een witte buik. De zoetwatervorm behoudt gedurende het gehele leven de negen "parrvlekken".

## Overig
Het is een economisch belangrijke soort. Er is ook een visvirus naar deze soort genoemd.

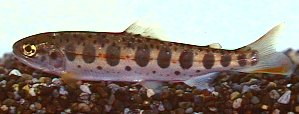
Japanse Zalm in Lake Tanzawa, Kanagawa, Japan.